# Ambasada Cehiei în Republica Moldova
Ambasada Cehiei la Chișinău este misiunea diplomatică a Republicii Cehe în Republica Moldova. 